# Григор Алексиев
Григор (Григорий) Константинов Алексиев или Попалексиев (изписване до 1945 година: Григоръ попъ Алексиевъ) е български духовник и просветен деец от Българското възраждане в Македония.

## Биография
Роден е около 1850 година в Прилеп, Османската империя. Жени се за велешанката Сава Палашева, която става главна учителка в Прилепското девическо училище в 1870 година. Григор Алексиев става учител и преподава в българското училище в Скопие в учебната 1872 – 1873 година. След това три години, от 1874 до 1877 година, преподава в Прилеп, а в 1880 година – в Струмица. В същата 1880 година, преследван от властите, е принуден да бяга в София, където почва работа като учител. В 1882 – 1883 година е условен да преподава в Прилепското четирикласно училище, но отива една година учител в Скопие.
На 19 юли 1881 година е избран за председател на Българомакедонското благотворително дружество.
В 1891 година превежда и издава в Солун „Българско календарче“, а на следната 1892 година пак в Солун издава „Изкуството да обучаваш добре“. Приема духовен сан дякон и от 1894 до 1895 година и в 1898 – 1901 година преподава Закон Божи в Прилепското българско трикласно училище. Издава в Солун учебници по Закон Божи (1897 – 1898, 1904) и Славянски прочит (1894 – 1909).
Работи в Кукуш като черковен предстоятел/председател на Кукушката православна българска община (около 1898 година) и става член на ВМОРО. В 1901 година е арестуван в Кукуш при Солунската афера. Амнистиран е в 1905 година, но му е забранено да работи като свещеник.
След Младотурската революция в 1908 година става деец на Съюза на българските конституционни клубове и е избран за делегат на неговия Учредителен конгрес от Прилеп. Уредник е на излязлото в седем броя пловдивско списание „Неделна почивка“ (1908).
След навлизането на сръбската армия в Македония, майор Любомир Вулович отива през март 1913 година в Крива паланка и вечерта извиква в една турска къща българските учители, някои видни граждани и архиерейския наместник Григор Алексиев и с пистолет в ръка ги заплашва със смърт, ако не се обяват за сърби. Вследствие на тези заплахи голяма част от интелигенцията бяга в България в началото на април 1913 година. На Алексиев му е заповядано да напусне града и той избягва в родния си Прилеп.
Емигрира в Свободна България, където и умира.